# Raiz
Raiz, pseudonimo di Gennaro Della Volpe (Napoli, 22 aprile 1967), è un cantautore e attore italiano.

## Biografia
All'età di 7 anni, con la famiglia, si trasferisce a Vignate, in provincia di Milano, ma all'età di 13 anni fa ritorno a Napoli. Frequenta il Liceo classico statale del Convitto Nazionale Vittorio Emanuele II, in Piazza Dante, dove grande influenza sulla sua successiva poesia ebbe il suo professore di lettere Enzo Rosato.
Da ragazzo lavora come facchino ai concerti di Pino Daniele. Sceglierà il nome Raiz dall'arabo prendendo come riferimento il capo della tonnara siciliana che veniva chiamato in quel modo.
Diventa la voce degli Almamegretta, i cui altri componenti sono Giovanni Mantice, Gennaro T.(fondatore del gruppo), D. Rad (alias Stefano Facchielli, che solo in un secondo momento entrerà nella band) e Paolo Polcari. Nel 1991 pubblicano Anima migrante, ed è proprio questo il titolo dell'omonimo album di debutto della band, pubblicato nel 1993 e seguito nel 1995 da Sanacore. Il nome Almamegretta deriva da una precedente band formata da Gennaro Tesone, il nome piaceva a tutti i componenti della nuova band e decisero di mantenerlo. Dal lavoro di remixaggio del singolo Karmacoma dei Massive Attack nasce The Napoli Trip. Nel 1998 esce il terzo lavoro, Lingo, seguito l'anno successivo da 4/4.
A partire dal 2001 Raiz si occupa di progetti che non coinvolgono direttamente gli Almamegretta collaborando con gli Orchestral World Groove di Gaudi e partecipando all'opera teatrale Brecht's Dance con i Cantieri Teatrali Koreja.
Inizia quindi la carriera da solista: lascia temporaneamente gli Almamegretta per lavorare con i produttori Roberto Vernetti e Paolo Polcari (ex Almamegretta).
Raiz collabora in Italia e all'estero con artisti quali Pino Daniele, Stewart Copeland, David Fiuczynski, Gaudi, Planet Funk, Bill Laswell, Leftfield, Asian Dub Foundation, Les anarchistes, Eraldo Bernocchi, Roy Paci, Teresa De Sio, Radicanto e SteelA.
Compone i brani per alcune colonne sonore (Luna rossa di Antonio Capuano) e compare nel film di Gianluca Sodaro, Cuore scatenato.
A maggio del 2004 pubblica il suo primo album da solista, Wop, anticipato dal singolo Scegli me (del quale redige il testo sulla musica di Pier Paolo Polcari). Il titolo del disco richiama il termine angloamericano Wop, soprannome attribuito negli Stati Uniti agli emigranti italiani che lavoravano senza documenti.
W.O.P., il secondo singolo tratto dal disco, esce accompagnato da un videoclip realizzato da Ago Panini col collettivo Kroitnijz.
Nel 2007 esce il suo secondo album, Uno. Partecipa inoltre, con gli SteelA e Giuseppe De Trizio, al Concerto del Primo Maggio del 2008 a Roma e nell'estate dello stesso anno attraversa in lungo e in largo l'Italia in un tour di grande successo; inoltre, a luglio ritorna per una sera a cantare con i suoi vecchi compagni Almamegretta nella serata inaugurale del Neapolis Rock Festival, dove duetta con gli amici Massive Attack.
Sempre nel 2007 collabora con Nino D'Angelo con cui interpreta la canzone Nu napulitano, proposta senza esito alla commissione selezionatrice del Festival di Sanremo.

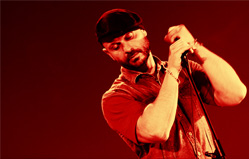
Raiz in concerto

Nel 2010 partecipa, con gli Almamegretta, alla colonna sonora di Passione (film dedicato alla canzone napoletana diretto da John Turturro) con un remake di Nun te scurda'. Nel film Raiz compare anche come attore.
Agli inizi del mese di maggio del 2011 esce YA!, terzo album da solista.
Nel mese di giugno 2012 pubblica con i Radicanto il cd Casa, finalista del Premio Tenco e unico cd italiano nel settembre 2012 nella top ten della World Music Chart of Europe.
Nel 2013 torna stabilmente negli Almamegretta (con i quali aveva già ricominciato a suonare dal vivo nel 2011 in occasione del ventennale della nascita della band). Nel febbraio dello stesso anno partecipa con gli Almamegretta al Festival di Sanremo 2013 e a fine maggio esce Controra, il primo album di nuovo insieme dopo dodici anni. Nel 2016 la band pubblica l'album Ennenne (Goodfellas) e nel 2017 la sua versione completamente remixata, Ennenne Dub con versioni di Gaudi, Sherwood, Bovell, Vibronics, Paolo Baldini e la partecipazione di Lee Scratch Perry in uno dei due inediti del disco (Music Evolution). L'altro, Pray, co-prodotto da Paolo Baldini è in qualche modo un'anticipazione di un concept album a cui la band sta lavorando con il dub master di Pordenone che vedrà la luce nel 2018.
Nel mese di maggio 2014 esce il CD Dago Red realizzato in duo con Fausto Mesolella, chitarrista storico degli Avion Travel. Il disco Dago Red vince la Targa Tenco nella categoria interpreti. Il CD vede anche la partecipazione di Rita Marcotulli (pianoforte), Ferdinando Ghidelli (pedal steel), Mimì Ciaramella (batteria), Adolfo La Volpe (harmonium) e Wena (cori).
Raiz è anche attore: è apparso in Cuore Scatenato di Gianluca Sodaro, Tatanka di Giuseppe Gagliardi, Passione di John Turturro, Ammore e Malavita dei Manetti Bros, Mare fuori di Cristiana Farina e Maurizio Careddu (regia di Carmine Elia, Milena Cocozza e Ivan Silvestrini) nel ruolo del famigerato Don Salvatore Ricci e I bastardi di Pizzofalcone 3 di Monica Vullo.
Nel 2018 riceve il Premio DiscoDays.
Nel 2021 pubblica l'album Napoli C.le / Düsseldorf con Lucariello e il singolo Aria apre la prima puntata dell’ultima stagione di Gomorra - La serie.
Nello stesso anno esce per Mondadori la raccolta di venti novelle " Il bacio di Brianna " , scritte durante il lockdown. 
Sua è la voce della canzone "Ddoje Mane" ( musica di Stefano Lentini ), che fa parte della colonna sonora della popolare serie Mare fuori (2020-2025). Per la stessa serie, Raiz ha inoltre scritto, insieme a Giuseppe Di Trizio, "O mar for", e "Rosa" .

## Vita privata
Nel 2024 sua moglie Daniela muore a causa di un cancro; dalla loro unione era nata Lea. In occasione del festival interculturale Ebraica, nello stesso anno, dichiara in una intervista ad Avvenire di essersi riavvicinato alla fede ebraica. Ha vissuto in Israele un periodo della sua vita insieme alla moglie, ebrea askenazita di origine polacca. 

## Discografia

### Da solista
Album in studio
- 2004 - Wop (Phoenix)
- 2007 - Uno (Universal Domestic)
- 2011 - YA! (Universal)
- 2014 - Dago Red (Arealive/CNI) con Fausto Mesolella
- 2023 - Si l'ammore è o cuntrario d''a morte (Tributo a Sergio Bruni)

Singoli
- 2004 - Scegli me
- 2004 - W.O.P.
- 2007 - Nanninella X
- 2007 - Never Forget U
- 2007 - 'O Paraviso 'n Terra
- 2008 - Sole
- 2011 - Domani, domani, domani
- 2011 - Full of Love
- 2015 - Tu
- 2015 - Che ne saje?
- 2020 - Ddoje mane

### Con gli Almamegretta
Album in studio
- 1993 – Animamigrante
- 1995 – Sanacore
- 1996 – Indubb
- 1998 – Lingo
- 1999 – 4/4
- 2001 – Imaginaria
- 2002 – Venite! Venite!
- 2013 – Controra
- 2016 – EnnEnne
- 2017 – EnnEnne Dub
- 2022 – Senghe

EP
- 1993 – Figli di Annibale
- 1994 – Fattallà
- 1996 – Sanacore Re-Prises
- 2010 – Drop & Roll

Singoli
- 2001 – Fa' ammore cu'mme
- 2010 – Nun te scurda' (Passione version)
- 2022 – Figlio

### Con Lucariello
Album in studio
- 2021 - Napoli C.le / Düsseldorf

#### Collaborazioni
- Pino Daniele duetto in Canto do mar tratto dall'album Dimmi cosa succede sulla terra (1997)
- Gianni Maroccolo duetto in Adàm Qadmòn tratto dal CD A.C.A.U. La nostra meraviglia (2004)
- Africa Unite duetto in Vertigine tratto dal CD Controlli (2006)
- Nino D'Angelo collabora al testo e musica del pezzo 'Nu Napulitano dal CD Gioia Nova (2007)
- Roy Paci duetto in Siente a 'mme tratto dal CD SUONOGLOBAL (2007)
- Teresa De Sio in My Life Is Going to Change nel progetto corale Teresa De Sio presenta Riddim a sud (2008)
- Pietra Montecorvino & M'Barka Ben Taleb nel brano Nun te scurda' tratto dal film Passione (2010) di e con John Turturro.
- Planet Funk che hanno prodotto tutti i pezzi del suo ultimo album da solista YA! (2011) e Raiz stesso ha prestato la voce per il pezzo Tightrope Artist.
- Daniele Silvestri duetto in Precario è il mondo tratto dal CD S.C.O.T.C.H. (2011)
- Enzo Avitabile duetto con in Aizamm' na mana tratto dal CD Black Tarantella del 2012.
- Ensi featuring in una traccia tratta da Era tutto un sogno: Tangerine Dream. (2012)
- Pacifico duetto in Dolce Sia L'Estate (l'estate di chi sa) tratto dal CD Una voce non basta (2012)
- Radicanto nella rivisitazione e riarrangiamenti di alcune delle sue più belle canzoni con Almamegretta e solista nell'album Casa
- Fausto Mesolella nel 2014 pubblica il CD Dago Red per Arealive/CNI.
- Stefano Lentini nella colonna sonora della serie TV Mare fuori (2020).
- Tropico duetto in M'arricordo e te tratto dall'album Chiamami quando la magia finisce (2023)

## Videografia

### Video musicali
| Anno | Titolo                              | Regista/i             |
| ---- | ----------------------------------- | --------------------- |
| 2004 | Scegli me                           |                       |
| 2004 | W.O.P.                              | Ago Panini, Kroitnijz |
| 2007 | Nanninella X                        | Bonsaininja Studio    |
| 2007 | Never Forget U                      | Bonsaininja Studio    |
| 2007 | 'O Paraviso 'n Terra                | Bonsaininja Studio    |
| 2008 | Sole                                | Ago Panini, Kroitnijz |
| 2011 | Domani, domani, domani              | David Gallo           |
| 2011 | Full of Love                        | David Gallo           |
| 2015 | Tu                                  | Johnny Dama           |
| 2015 | Che ne saje?                        | Johnny Dama           |
| 2023 | Bonasera regina (con Antonio Fresa) | Luca Turco            |

#### Partecipazioni in videoclip di altri artisti
| Anno | Titolo             | Artista                        | Regista/i               |
| ---- | ------------------ | ------------------------------ | ----------------------- |
| 2012 | Fa' ammore cu' mme | TY1 feat. Raiz                 | Mauro Russo             |
| 2015 | Misteriosamente    | Enzo Gragnaniello feat. Raiz   | Lorenzo Cammisa         |
| 2015 | Sud                | Pietra Montecorvino feat. Raiz | Fulvio Bennato          |
| 2016 | Esprimiti          | Fratm Ste feat. Raiz           | Francesco "FREES" Testa |
| 2017 | Puortame là fore   | Lucariello feat. Raiz          | Johnny Dama             |
| 2021 | 'O razzism'        | Enzo Gragnaniello feat. Raiz   | Anartica Film           |

## Filmografia

### Cinema
- Cuore scatenato, regia di Gianluca Sodaro (2000)
- Aspettando il sole, regia di Ago Panini (2008)
- Passione, regia di John Turturro (2010)[9]
- Tatanka, regia di Giuseppe Gagliardi (2011)
- Ammore e malavita, regia dei Manetti Bros. (2017)
- L'agenzia dei bugiardi, regia di Volfango De Biasi (2019)
- 7 ore per farti innamorare, regia di Giampaolo Morelli (2020)
- Mixed by Erry, regia di Sidney Sibilia (2023)
- Io sono Rosa Ricci, regia di Lyda Patitucci (2025)

### Televisione
- L'ispettore Coliandro 6, regia dei Manetti Bros. – serie TV, episodio 3 "Il team" (2017)
- Mare fuori – serie TV (2020-2024, guest 2025)
- I bastardi di Pizzofalcone - Terza serie, regia di Monica Vullo – serie TV, episodio "Nozze" (2021)
- Purché finisca bene 6 - Diversi come due gocce d'acqua, regia di Luca Lucini – film TV (2022)